# Incrustación

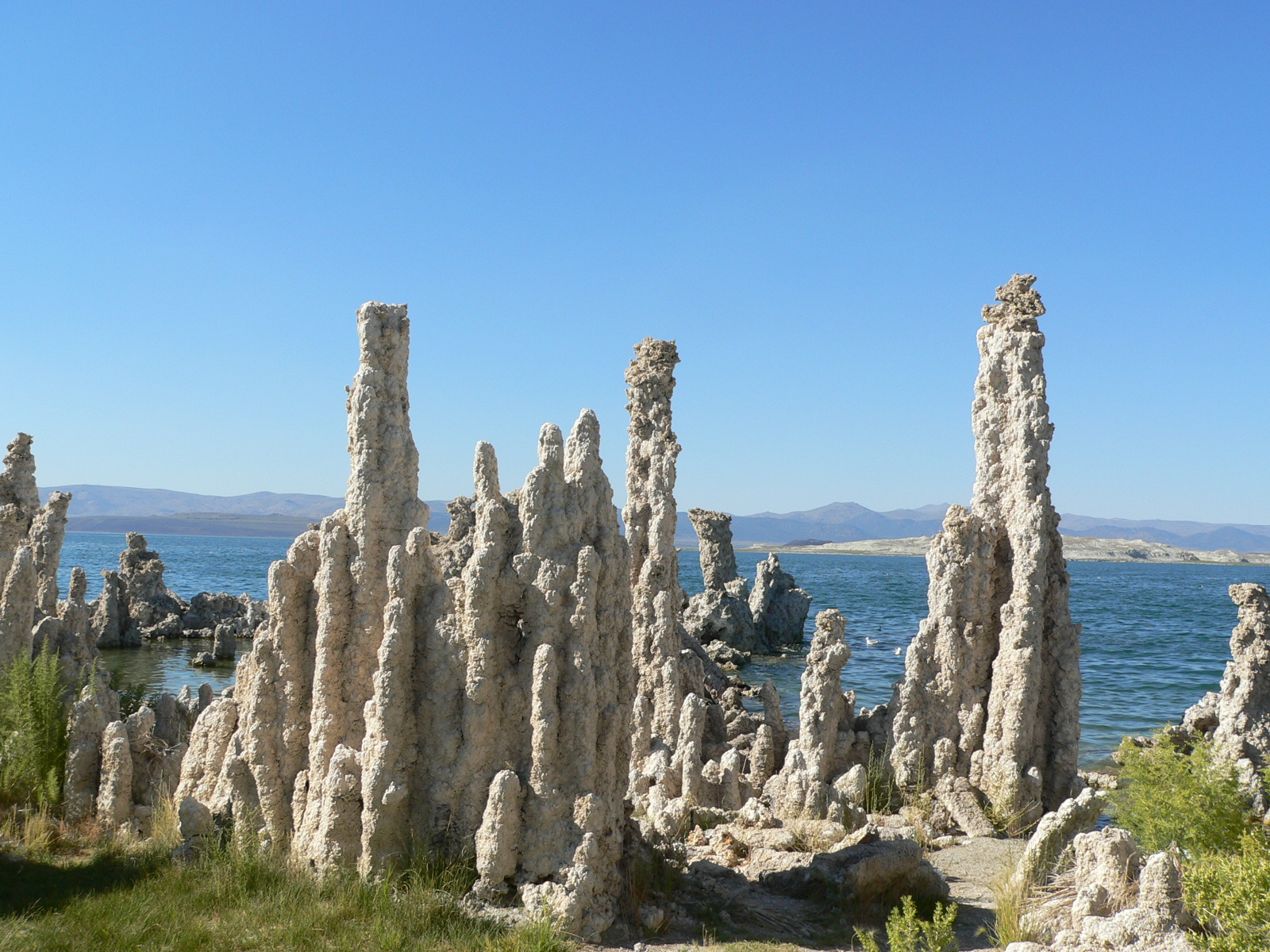
Toba en Mono Lake, California

Una incrustación es la acción y el efecto de cubrirse una superficie con una costra mineral, precipitada a partir de sustancias disueltas en el agua. Las incrustaciones más frecuentes son las de naturaleza calcárea y pueden formarse sobre cualquier superficie expuesta a aguas duras, como rocas, animales, vegetales o conducciones de agua artificiales, como canales o tuberías. Una vez saturada de gas carbónico, el agua puede disolver una cantidad de carbonato de calcio equivalente a 0,0009 de su masa. Esa sal se convierte en carbonato que, en razón de su inestabilidad química, se disocia: el gas carbónico se desprende y el carbonato de calcio queda depositado en las superficies sobre las cuales discurre el agua, formándose una costra calcárea cada vez más gruesa.
Ese mismo proceso químico es, por lo demás, el que da lugar a la formación de tobas (por el agua que gotea sobre hierbas y musgos), de estalactitas, estalagmitas y otras concreciones minerales.

## Incrustaciones calcáreas
Las incrustaciones calcáreas pueden estar asociadas a las aguas industriales, ya sea sistemas de producción de vapor, chillers o torres de enfriamiento. La incrustación forma un depósito fuertemente adherido a la superficie rugosa del conducto. Los problemas asociados a estos depósitos se traducen en la pérdida de eficiencia del sistema por pérdida de la transferencia de calor, menor producción de vapor por unidad de tiempo, mayor consumo de insumos y corrosión en los equipos. Dichas incrustaciones se sitúan en cualquier parte del sistema, de preferencia en ductos y cañerías.
Dentro de las especies químicas encontramos al calcio (Ca), magnesio (Mg), hierro(Fe) asociados a aniones de tipo sulfatos (SO4), carbonatos (CO3) y sílices amorfas. Las especies más adherentes y compactas son los Silicatos de Magnesio, los carbonatos y luego los sulfatos, en ese mismo orden.

## Tipos de formación de incrustaciones
La forma general de formación de una incrustación está determinada por la temperatura, características salinas y presión.
Se han tipificado tres formas de formación de depósitos cálcareos, esto son:

### Incrustación de tipo cristalino o verdaderas
Su mecanismo de formación es de nucleación, por condiciones de supersaturación salina y elevada presión: primero se forman núcleos iniciadores de depósito en las rugosidades de la superficie y sus cristales preformados toman un ordenamiento concéntrico cristalino. Su formación es lenta y continua a través del tiempo. Sus fuerzas de adherencia (Van der Wals) son muy elevadas y como resultado se forman depósitos que solo pueden ser removidos mecánicamente. Su densidad es muy elevada y no tiene características de porosidad.

### Incrustaciones tipo depósito amorfas

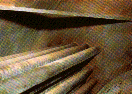
Interior de una caldera con depósitos calcáreos extensos

Este tipo de incrustación es a diferencia de la anterior mucho menos adherente, es blanda al tacto y porosa, su nucleación es desordenada y heterogénea, puede ser removido en forma relativamente fácil por agentes químicos. Su mecanismo de formación es la pérdida parcial o total de la solubilidad del sólido, generalmente de sólidos suspendidos combinados con la dureza permanente del agua. También existe la posibilidad de que el lodo se forme a causa de agentes dispersantes.

### Por depósitos de sedimentos
Sedimentos provenientes de los sólidos suspendidos del agua de trabajo van lentamente provocando obturaciones en el sistema; son verdaderas borras amorfas con muy poca adhesión y removibles con productos dispersantes.

## Causales de formación de precipitados incrustantes

### Cambios químicos
La pérdida de solubilidad de una especie química está relacionada por efectos del calor y presión del sistema. La especie química soluble a una determinada temperatura precipita o co-precipita cuando se alcanza una determinada temperatura. Ésta pérdida de solubilidad está asociada a la constante de solubilidad de cada especie en particular.

#### La solubilidad dependiente de la temperatura
Es común que una sal aumente su grado de disolución cuando aumenta la temperatura siendo esta una propiedad coligativa de una solución, sin embargo, las sales de Ca, Mg, Fe y Si actúan en forma inversa, es decir, disminuyen su solubilidad y precipitan, la temperatura crítica es alrededor de 75-80 °C (dependiendo de la presión atmosférica). Estas sales comúnmente encontradas en agua corriente constituyen la llamada dureza temporal del agua.
Las sales que no precipitan con la temperatura se les denomina dureza permanente, estas son silicatos, sulfatos de calcio y magnesio, elementos trazas y cloruros.